# La TV Ribelle
La TV Ribelle è stato un programma televisivo dedicato ai ragazzi in onda su Rai Gulp, dove giovani ed esperti discutono su i fatti del giorno, dalle mode al web, dalle nuove tecnologie allo sport, dall'amore allo spettacolo. I conduttori iniziali della trasmissione, in onda dal 23 aprile 2012, erano Benedetta Mazza e Mario Acampa.

## Il programma
Da martedì 24 settembre 2013 il programma approdò con la nuova edizione che andò in onda il martedì ed il giovedì condotta da Carolina Rey. In questo programma i ragazzi invitati, che avevano una età media tra i 10 e 13 anni, commentavano le interviste fatte dall'inviata Elena Ballerini, coadiuvati dal parere di adulti ed esperti. Tra gli intervistati ci sono stati anche Eric Darnell, Genndy Tartakovskij, James Franco, Terry Gilliam, Carol Alt, Caterina Murino, Lisa Edelstein e Jason Lewis.